# Sazae-san
Sazae-san (japonsky サザエさん) je japonská jonkoma manga, kterou vytvořila Mačiko Hasegawa mezi lety 1946 až 1974. První strip publikovala Hasegawa v regionálních novinách Fukuniči šimbun 22. dubna 1946. Později dostala nabídku publikování mangy v novinách Asahi šimbun, již přijala a roku 1949 se přestěhovala do Tokia. Souběžně s vlastním přestěhováním nechala přestěhovat z Kjúšú do Tokia i hlavní postavy své mangy. Roku 1962 vyhrála Sazae-san osmý ročník manga soutěže nakladatelství Bungeišundžú. Adaptace v podobě stejnojmenného animovaného seriálu se začala v Japonsku vysílat v říjnu 1969. Seriál se stále vysílá a roku 2013 byl zapsán v Guinnessově knize rekordů jako nejdéle vysílaný animovaný seriál na světě.